# Ormosia levanidovae
Ormosia levanidovae is een tweevleugelige uit de familie steltmuggen (Limoniidae). De soort komt voor in het Palearctisch gebied.